# Secunderabad
Secunderabad is een stad in het district Haiderabad van de Indiase staat Telangana. De stad maakt deel uit van de agglomeratie van de metropool Haiderabad.

## Demografie
Volgens de Indiase volkstelling van 2001 wonen er 204.182 mensen in Secunderabad, waarvan 51% mannelijk en 49% vrouwelijk is. De plaats heeft een alfabetiseringsgraad van 73%.

## Geboren
- Ajith Kumar (1971), acteur en coureur
- Sunil Chhetri (1984), voetballer